# Elisabeth Fraser
Elisabeth Fraser, all'anagrafe Elisabeth Fraser Jonker (New York, 8 gennaio 1920 – Los Angeles, 5 maggio 2005), è stata un'attrice statunitense.
È ricordata per il ruolo di co-protagonista, assieme a Doris Day e a Gia Scala, nel film Il tunnel dell'amore (1958), diretto da Gene Kelly e tratto da un celebre lavoro teatrale.

## Biografia
Nata nel sobborgo newyorkese di Brooklyn, intraprese la carriera di attrice all'inizio degli anni quaranta, poche settimane dopo essersi diplomata alla high school. La sua prima scrittura riguardò una produzione di Broadway - There Shall Be No Night - che vinse il Premio Pulitzer per la stagione 1940-1941. Successivamente, ottenne un contratto con la Warner che la impiegò in una dozzina di film in cui recitò accanto a numerose star, come Doris Day e Bette Davis.
Dopo il debutto in Un piede in paradiso (1941), uno dei suoi primi ruoli rilevanti per il cinema fu in Il signore resta a pranzo (1942), ritagliato su misura per il protagonista Monty Woolley, in cui la Fraser interpretò la parte della figlia di una coppia dell'Ohio. Apparve poi in Erano tutti miei figli (1948), La morte al di là del fiume (1949) e Solo per te ho vissuto (1953), fino al ruolo più memorabile da lei interpretato, quello nel film Incontro al Central Park, girato nel 1965 accanto a Shelley Winters.
La carriera della Fraser come attrice teatrale ricoprì oltre tre decenni e incluse produzioni di Broadway quali The Best Man, The Family e Tunnel of Love (da cui fu tratto il film omonimo del 1958, cui lei partecipò nel ruolo di Alice Pepper). Oltre all'attività teatrale e cinematografica, la Fraser prese parte a diverse serie televisive, spesso come guest star. La sua interpretazione più conosciuta in tv è stata quella della fidanzata del sergente Bilko in The Phil Silvers Show.
Deceduta a ottantacinque anni di età, in conseguenza di un collasso cardiaco che la colse a Woodland Hills, California, è stata cremata e le sue ceneri sono state sparse in mare. Ebbe quattro figlie dal matrimonio con il ballerino Ray McDonald.

## Filmografia

### Cinema
- Un piede in paradiso (One Foot in Heaven), regia di Irving Rapper (1941)
- Il signore resta a pranzo (The Man Who Came to Dinner), regia di William Keighley (1942)
- Busses Roar, regia di D. Ross Lederman (1942)
- The Hidden Hand, regia di Benjamin Stoloff (1942)
- Uragano all'alba (Commandos Strike at Dawn), regia di John Farrow (1942)
- Erano tutti miei figli (All My Sons), regia di Irving Reis (1948)
- La morte al di là del fiume (Roseanna McCoy), regia di Irving Reis (1949)
- Abbasso mio marito (Dear Wife), regia di Richard Haydn (1949)
- Hills of Oklahoma, regia di R.G. Springsteen (1950)
- Quando sarò grande (When I Grow Up), regia di Michael Kanin (1951)
- Callaway Went Thataway, regia di Melvin Frank e Norman Panama (1951)
- Morte di un commesso viaggiatore (Death of a Salesman), regia di László Benedek (1951)
- Solo per te ho vissuto (So Big), regia di Robert Wise (1953)
- The Steel Cage, regia di Walter Doniger (1954)
- Tu sei il mio destino (Young at Heart), regia di Gordon Douglas (1954)
- Il tunnel dell'amore (The Tunnel of Love), regia di Gene Kelly (1958)
- Tutte le ragazze lo sanno (Ask Any Girl), regia di Charles Walters (1959)
- La ragazza del quartiere (Two for the Seesaw), regia di Robert Wise (1962)
- Le 5 mogli dello scapolo (Who's Been Sleeping in My Bed?), regia di Daniel Mann (1963)
- Incontro al Central Park (A Patch of Blue), regia di Guy Green (1965)
- La mia spia di mezzanotte (The Glass Bottom Boat), regia di Frank Tashlin (1966)
- Operazione diabolica (Seconds), regia di John Frankenheimer (1966)
- La donna del West (The Ballad of Josie), regia di Andrew V. McLaglen (1967)
- La via del West (The Way West), regia di Andrew V. McLaglen (1967)
- L'investigatore (Tony Rome), regia di Gordon Douglas (1967)
- Il laureato (The Graduate), regia di Mike Nichols (1967)
- Dalle 9 alle 5... orario continuato (Nine to Five), regia di Colin Higgins (1980)

### Televisione
- Your Show Time – serie TV, 1 episodio (1949)
- Studio One – serie TV, 1 episodio (1950)
- Racket Squad – serie TV, 1 episodio (1951)
- Rebound – serie TV, 2 episodi (1952)
- Missione pericolosa (Dangerous Assignment) – serie TV, 3 episodi (1952)
- The Revlon Mirror Theater – serie TV, 1 episodio (1953)
- Four Star Playhouse – serie TV, 2 episodi (1953)
- Dragnet – serie TV, 1 episodio (1954)
- Crown Theatre with Gloria Swanson – serie TV, 1  episodio (1954)
- The Phil Silvers Show – serie TV (1955-1958)
- Man with a Camera – serie TV, episodio 1x09 (1958)
- Westinghouse Desilu Playhouse – serie TV, episodio 1x15 (1959)
- Alfred Hitchcock presenta (Alfred Hitchcock Presents) – serie TV, episodio 4x23 (1959)
- Fibber McGee and Molly – serie TV (1959)
- Sammy the Way Out Seal – film TV (1962)
- Indirizzo permanente (77 Sunset Strip) – serie TV, episodio 6x06 (1963)
- The Dick Powell Show – serie TV, episodio 2x22 (1963)
- Ben Casey – serie TV, episodi 3x22-4x08 (1964)
- Gli uomini della prateria (Rawhide) – serie TV, episodio 8x08 (1965)
- Off We Go – serie TV (1966)
- The Scarlett O'Hara War, regia di John Erman – film TV (1980)

## Doppiatrici italiane
- Miranda Bonansea in Un piede in paradiso, Morte di un commesso viaggiatore
- Renata Marini in Solo per te ho vissuto
- Adriana De Roberto in Il tunnel dell'amore
- Dhia Cristiani in Tutte le ragazze lo sanno
- Lydia Simoneschi in La ragazza del quartiere
- Laura Lenghi in Il signore resta a pranzo (ridoppiaggio)